# David's Album
David's Album es el noveno álbum de estudio de la cantante estadounidense Joan Báez, publicado por la compañía discográfica Vanguard Records en mayo de 1969. Alcanzó el puesto 36 en la lista estadounidense Billboard 200. El álbum está dedicado a su por entonces esposo, David Harris, un seguidor de música country a punto de ser encarcelado por insumisión en la época. Fue grabado en las mismas sesiones que su anterior álbum, Any Day Now, que incluyó versiones de canciones de Bob Dylan.
En 2005, Vanguard reeditó David's Album con dos temas extra: «How Can I Miss You», un dúo con su hermana Mimi Fariña, y «The Last Thing on My Mind» de Tom Paxton.

## Lista de canciones
1. "If I Knew" (Nina Dusheck, Pauline Marden) - 2:51
2. "Rock Salt and Nails" (Bruce Utah Phillips) - 3:52
3. "Glad Bluebird of Happiness" (Darryl Skrabak) - 3:00
4. "Green, Green Grass of Home" (Curly Putman) - 3:13
5. "Will the Circle be Unbroken" (Tradicional) - 4:20
6. "The Tramp on the Street" (Tradicional) - 3:30
7. "Poor Wayfaring Stranger" (Tradicional) - 4:36
8. "Just a Closer Walk With Thee" (Tradicional) - 4:04
9. "Hickory Wind" (Gram Parsons, Bob Buchanan) - 3:37
10. "My Home's Across the Blue Ridge Mountains" (A.P. Carter, Tom Ashley) - 4:13

## Personal
- Joan Báez: voz y guitarra acústica
- Fred Carter, Jr.: mandolina
- Pete Drake: pedal steel guitar
- Johnny Gimble: violín
- Roy Huskey, Jr.: bajo
- Tommy Jackson: violín
- Jerry Kennedy: guitarra
- Jerry Reed: guitarra
- Harold Bradley: guitarra y dobro
- Hargus "Pig" Robbins: piano
- Harold Rugg: guitarra y dobro
- Grady Martin: guitarra
- Buddy Spicher: violín
- Norbert Putnam: bajo
- Kenny Buttrey: batería

## Posición en listas
| País           | Lista         | Posición |
| -------------- | ------------- | -------- |
| Estados Unidos | Billboard 200 | 36       |